# Sheila Moore
Sheila Moore (* 1938 in Wilkie, Saskatchewan) ist eine kanadische Schauspielerin.

## Leben
Moore begann Mitte der 1980er Jahre als Schauspielerin zu arbeiten. So war sie bei Strandpiraten, Nur die See kennt die Wahrheit und The Odyssey zu sehen. Auch bei den Spielfilmen Die Fälle der Shirley Holmes und Tödlicher Countdown wirkte sie mit. Ende der 1990er spielte sie in Schnee, der auf Zedern fällt, wenig später auch in A Change of Seasons mit. In der Episode Passages der Fernsehserie MacGyver spielte sie 1990 Ellen MacGyver, MacGyvers Mutter. In der ab 1999 ausgestrahlten Serie Beggars and choosers, die es auf 42 Episoden brachte, gehörte sie zur Stammbesetzung.
Gelegentlich spielt Moore auch auf der Bühne.

## Filmografie (Auswahl)
- 1979–1986: Strandpiraten (The Beachcombers, Fernsehserie, 3 Folgen)
- 1983: American Playhouse (Fernsehserie, eine Folge)
- 1985: Blackout – Bestie in Schwarz (Blackout)
- 1985: Love, Mary (Fernsehfilm)
- 1985: Picking Up the Pieces (Fernsehfilm)
- 1985: Hitchhiker – Unglaubliche Geschichten (The Hitchhiker, Fernsehserie, eine Folge)
- 1986: Nobody’s Child (Fernsehfilm)
- 1986: Danger Bay (Fernsehserie, 6 Folgen)
- 1987: The New Adventures of Beans Baxter (Fernsehserie, eine Folge)
- 1988: 21 Jump Street – Tatort Klassenzimmer (21 Jump Street, Fernsehserie, eine Folge)
- 1989: Bye Bye Blues
- 1990: MacGyver (Fernsehserie, eine Folge)
- 1990: Schrei in der Stille (The Reflecting Skin)
- 1990: Stephen Kings Es (It, 2 Teile)
- 1990: Neon Rider (Fernsehserie, eine Folge)
- 1990–1992: Bradburys Gruselkabinett (The Ray Bradbury Theater, Fernsehserie, 2 Folgen)
- 1991: Nur die See kennt die Wahrheit (And the Sea Will Tell, Fernsehfilm)
- 1991: Raw Deal
- 1991: Ich war ein Playmate (Posing: Inspired by Three Real Stories, Fernsehfilm)
- 1991: Die Rache einer Mutter (A Mother’s Justice, Fernsehfilm)
- 1991: Mom P.I. (Fernsehserie, eine Folge)
- 1992: Wege aus dem Nichts (Miles from Nowhere, Fernsehfilm)
- 1992: Odyssee ins Traumland (The Odyssey, Fernsehserie, eine Folge)
- 1993: Highlander (Fernsehserie, eine Folge)
- 1993–1994: Akte X – Die unheimlichen Fälle des FBI (The X Files, Fernsehserie, 2 Folgen)
- 1993–1994: Die Mounties von Lynx River (North of 60, Fernsehserie, 2 Folgen)
- 1994: Ein Herz für mein Baby (Heart of a Child, Fernsehfilm)
- 1994: Kampf der Herzen – Eine Mutter beginnt ein neues Leben (Tears and Laughter: The Joan and Melissa Rivers Story, Fernsehfilm)
- 1994: Tod im Zwielicht (Voices from Within, Fernsehfilm)
- 1995: Der nasse Tod (Circumstances Unknown, Fernsehfilm)
- 1996: Millennium – Fürchte deinen Nächsten wie Dich selbst (Millennium, Fernsehserie, eine Folge)
- 1996: Harvey (Fernsehfilm)
- 1997: Ihre zweite Chance (Their Second Chance, Fernsehfilm)
- 1997: Northern Lights (Fernsehfilm)
- 1997: Ellen Foster – Ein Kind kämpft um sein Glück (Ellen Foster, Fernsehfilm)
- 1998: Die Fälle der Shirley Holmes (The Adventures of Shirley Holmes, Fernsehserie, eine Folge)
- 1998: Poltergeist – Die unheimliche Macht (Poltergeist: The Legacy, Fernsehserie, eine Folge)
- 1999: Auf kalter Spur (Cold Squad, Fernsehserie, eine Folge)
- 1999: Geheimprojekt X – Dem Bösen auf der Spur (Strange World, Fernsehserie, eine Folge)
- 1999: Unantastbar – Unsere ehrwürdigen Söhne (Our Guys: Outrage at Glen Ridge, Fernsehfilm)
- 1999: Inferno der Flammen (Heaven’s Fire, Fernsehfilm)
- 1999: Schnee, der auf Zedern fällt (Snow Falling on Cedars)
- 1999: Tödlicher Countdown (As Time Runs Out, Fernsehfilm)
- 1999–2000: Beggars and Choosers (Fernsehserie, 13 Folgen)
- 2000: Land der Gesetzlosen (The Virginian, Fernsehfilm)
- 2000: Hope Island (Fernsehserie, eine Folge)
- 2000: Christy: The Movie (Fernsehfilm)
- 2001: Christy: Choices of the Heart (Fernsehserie, 2 Folgen)
- 2002: Smallville (Fernsehserie, eine Folge)
- 2002: Das Geheimnis von Pasadena (Pasadena, Fernsehserie, eine Folge)
- 2002: Dead Zone (The Dead Zone, Fernsehserie, eine Folge)
- 2007: Crossroads: A Story of Forgiveness (Fernsehfilm)
- 2008: Reverse (Kurzfilm)